# Bajpur
Bajpur (hindi बाजपुर) – miasto w północnych Indiach w stanie Uttarakhand, na zagórzu gór Siwalik.
Populacja miasta w 2001 roku wynosiła 21 782 mieszkańców.